# Czerwonka (Maków)
Pour les articles homonymes, voir Czerwonka.
Czerwonka (prononciation : [buˈd͡zɨnɔ ˈbɔlki]) est un village polonais de la gmina de Czerwonka dans le powiat de Maków de la voïvodie de Mazovie dans le centre-est de la Pologne.
Le village est le siège administratif (chef-lieu) de la gmina appelée gmina de Czerwonka.
Il se situe à environ 9 kilomètres au nord-est de Maków Mazowiecki (siège du powiat) et à 77 kilomètres au nord de Varsovie (capitale de la Pologne).
Le village possède approximativement une population de 150 habitants en 2006.

## Histoire
De 1975 à 1998, le village appartenait administrativement à la voïvodie d'Ostrołęka.